# Йогеш Мехта
Йогеш Мехта е британски бизнесмен от индийски произход.
На 16 години се установява във Великобритания, където през 1974 г. завършва своето образование в университета „Уилтшър“. Веднага след завършването си, още на 20 години, Йогеш Мехта започва работа за голяма английска компания, където не след дълго става мениджър по главните продажби и доставки. Той заема тази длъжност 3 години.
По-късно става генерален мениджър на Amertrans shipping – компания в областта на международния транспорт и логистика. Компанията бързо започва да доминира на пазара в Обединеното кралство и скоро се превръща в голяма група от компании с офиси, разположени из цяла Европа.
Женен е, има 2 сина. Член е на Development Commitment of University. От началото на 2007 е член на управителния съвет на ПФК ЦСКА (София).